# Ущер (село)
Ущер — село во Владимирской области России, входит в состав муниципального образования город Владимир.

## География
Село расположено на берегу речки Ущерка в 20 км на юго-восток от города Владимира.

## История
Во второй половине XVII столетия в патриарших окладных книгах упоминается село Ковергино, поместье Василия Кайсарова. В этом селе в 1656 году уже существовала церковь во имя Рождества Пресвятой Богородицы. Эта церковь существовала до 1763 года, когда была сломана из-за ветхости. Вместо неё была выстроена новая деревянная церковь. Для постройки была куплена деревянная церковь в селе Кусунове и к ней добавлен годный материал из старой церкви. В 1845 году по указу архиепископа Парфения началось строительство каменной церкви. Постройка была окончена в 1856 году. Одновременно с церковью выстроена была и каменная колокольня. Престолов в церкви было три: в холодной в честь Рождества Пресвятой Богородицы, в теплой в честь святых праведных Богоотца Иоакима и Анны и святой великомученицы Параскевы. При церкви имелось народное училище, открытое в 1879 году.
В конце XIX — начале XX века село входило в состав Погребищенской волости Владимирского уезда, с 1926 года — в Боголюбовской волости.
В 1859 году в селе числилось 5 дворов, в 1905 году — 3 дворов, в 1926 году — 4 хозяйств.
С 1929 года село входило в состав Луневского сельсовета Владимирского района, с 1965 года — в составе Пригородного сельсовета Суздальского района. В 2005 году село вошло в состав муниципального образования город Владимир.

## Население
| 1859 | 1905 | 1926 |
| ---- | ---- | ---- |
| 24   | 6    | 26   |

| 1859 | 1905 | 1926 | 2010 | 2021 |
| ---- | ---- | ---- | ---- | ---- |
| 24   | ↘6   | ↗26  | ↘1   | ↘0   |

## Достопримечательности
В селе находится недействующая Церковь Рождества Пресвятой Богородицы.